# Karl Mayer
Karl Mayer egy szereplő neve az amerikai ABC televíziós csatorna Született feleségek című sorozatában. Megformálója Richard Burgi. A magyar változatban Szabó Sipos Barnabás kölcsönzi hangját Karlnak. Volt új felesége Marissa és egy fia Evan Mayer.

## Története

### 1. évad
Karl Mayer elhagyta Susant a titkárnőjéért, Brandiért. Később Karl bejelenti, hogy a nő megcsalta, és ekkor Susan meghívja Julie éneklős bulijára. Karl Edie társaságában megy el, aki elmondja, hogy még évekkel ezelőtt Karl és ő csókolóztak Hendersonék karácsonyi buliján. Ezután Karl képes arra kérni Susant, hogy fogadja vissza. Ám ő erre nemet mond.

### 2. évad
Susan megdöbben, amikor meglátja Karlt Edie házában. Később Karl beállít Susanhez azzal, hogy szakított Edie-vel, mert Karl őrzött Susanről egy képet. Ezután Karl visszamegy Edie-hez. Később, amikor Susan elmondja, hogy meg kell műttetnie magát, Karl feleségül veszi, hogy Susannek legyen biztosítása. Ezután Karl bejelenti, hogy összeházasodik Edie-vel, ám az esküvőn leteperi Susant. Másnap Karl elmondja, hogy szakított Edie-vel, és rögtön ágyba bújnak Susannal, de kiderül, hogy nem is szakított Edie-vel. Susan megharagszik és kirúgja Karlt. Ezután Susan elhatározza, hogy hozzámegy Mike-hoz, ekkor Karl aláírja a válási papírt.

### 3. évad
Mikor Julie összejön Austin McCann-nal Susan "nem bír" a lányával, ezért Karl segítségét kéri. Karl elbeszélget Austin-nal, de végül Susant dorgálja meg, mivel a nő azt mondta neki, hogy hozzámegy Mike-hoz, miközben Ian Hainsworth-el randizgat.

### 6. évad
Amikor Bree el akar válni Orsontól, Karl lesz az ügyvédje. De Karl kikezd ügyfelével, és titkos viszonyt kezdenek folytatni. A Lila Akác köz karácsonyi ünnepségén Karl azt tervezi, hogy egy repülőgép által húzott szalagon megkéri Bree kezét, de a repülő pilótája meghal, és pont a karácsonyi ünnepségbe zuhan bele. Előtte azonban Karl behívja Orsont a "télapó házába", hogy elmondja Orsonnak a Bree-vel folytatott viszonyát. De a zuhanó repülő lerombolja a műanyag házat, és Karl meghal.